# Zachary Claman DeMelo

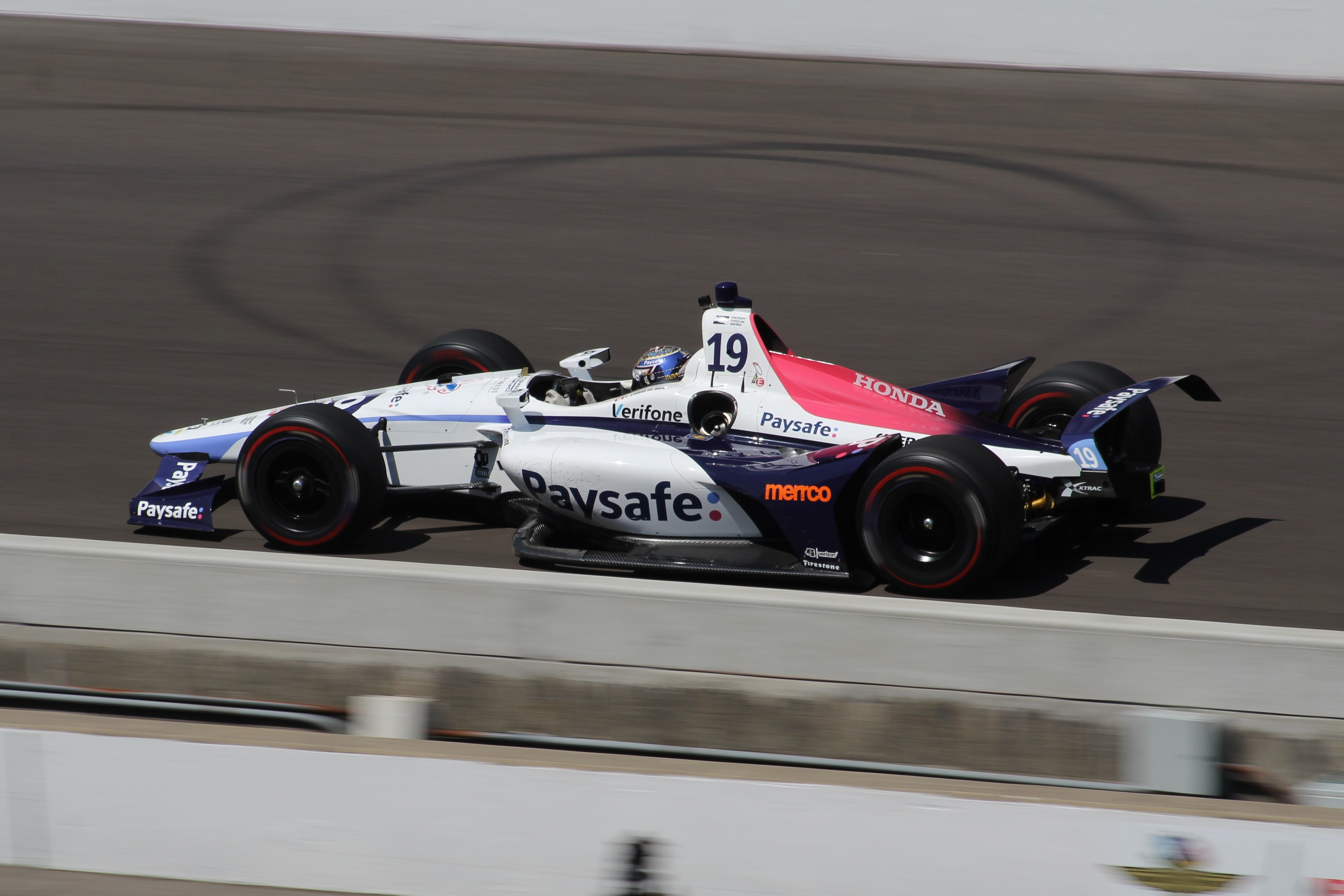
Claman DeMelo beim Indy 500 2018

Zachary Claman DeMelo (* 20. April 1998) ist ein kanadischer Automobilrennfahrer. Er gewann 2013 und 2014 die kanadische Kartmeisterschaft. 2018 startete er in der IndyCar Series.

## Karriere
DeMelo begann seine Motorsportkarriere 2009 im Kartsport, in dem er bis 2015 aktiv blieb. 2010 gewann er bei den Junioren die kanadische Kartmeisterschaft in der Rotax-Mini-Max-Kategorie. 2013 und 2014 wurde er bei den Erwachsenen kanadischer Kartmeister; 2015 erreichte er den zweiten Platz in der kanadischen Kartmeisterschaft.
2015 debütierte DeMelo im Formelsport. Er bestritt für Fortec Motorsport vier Rennen der nordeuropäischen Formel Renault. Ferner absolvierte er einige Gaststarts in der alpinen Formel Renault, im Formel Renault 2.0 Eurocup und in der MSV Formel 3. 2016 ging DeMelo für Juncos Racing in der Indy Lights in Nordamerika an den Start. Mit einem vierten Platz als bestem Ergebnis beendete er seine Debütsaison auf dem neunten Platz der Fahrerwertung. 2017 ging er für Carlin an den Start und beendete die Saison mit einem Sieg auf dem fünften Platz. Im selben Jahr debütierte er noch in der IndyCar Series. Beim letzten Rennen der Saison fuhr er für Rahal Letterman Lanigan Racing und beendete das Renen auf dem 17. Platz. 2018 war er einer von drei Fahrern, die sich Dale Coynes Fahrzeug mit der Nr. 19 teilten. Mit neun Starts in 17 Rennen wurde er in der Gesamtwertung 23. Ohne Cockpit für die Saison 2019 kehrte er in die Indy-Lights-Serie zurück. Mit dem Team Belardi Auto Racing gewann er das erste Rennen in St. Petersburg. Nach drei der zehn Wochenenden musste er allerdings die Saison vorzeitig wegen Finanzproblemen beenden.

## Persönliches
DeMelo wuchs in Westmount, Québec auf.
2013 gründeten seine Schwester Zoe Claman DeMelo und er die Schuhmarke ZCD Montreal. Träger der Schuhe waren u. a. schon Gigi Hadid und Jennifer Lopez.

## Statistik

### Karrierestationen
| - 2009–2015: Kartsport - 2015: Nordeuropäische Formel Renault (Platz 30) - 2016: Indy Lights (Platz 9) - 2017: Indy Lights (Platz 5) | - 2017: WSCC, GTD (Platz 70) - 2017: IndyCar Series (Platz 31) - 2018: IndyCar Series (Platz 23) - 2019: Indy Lights (Platz 10) |

### Einzelergebnisse in der Indy Lights
| Jahr | Team          | 1   | 2   | 3   | 4   | 5   | 6    | 7    | 8    | 9   | 10  | 11  | 12  | 13  | 14  | 15  | 16  | 17  | 18  | Punkte | Rang |
| ---- | ------------- | --- | --- | --- | --- | --- | ---- | ---- | ---- | --- | --- | --- | --- | --- | --- | --- | --- | --- | --- | ------ | ---- |
| 2016 | Juncos Racing | STP | STP | PHO | BAR | BAR | INDY | INDY | INDY | ROA | ROA | IOW | TOR | TOR | MDO | MDO | WGL | LAG | LAG | 199    | 9.   |
| 2016 | Juncos Racing | 11  | 16  | 11  | 5   | 7   | 13   | 14   | 13   | 5   | 4   | 8   | 13  | 13  | 7   | 7   | 9   | 12  | 7   | 199    | 9.   |

### Einzelergebnisse in der IndyCar Series
| Jahr | Team                           | 1   | 2   | 3   | 4   | 5   | 6     | 7   | 8   | 9   | 10  | 11  | 12  | 13  | 14  | 15  | 16  | 17  | Punkte | Rang |
| ---- | ------------------------------ | --- | --- | --- | --- | --- | ----- | --- | --- | --- | --- | --- | --- | --- | --- | --- | --- | --- | ------ | ---- |
| 2017 | Rahal Letterman Lanigan Racing | STP | LBH | ALA | PHO | IMS | INDY  | DET | DET | TXS | ROA | IOW | TOR | MDO | POC | STL | WGL | SNM | 26     | 31.  |
| 2017 | Rahal Letterman Lanigan Racing |     |     |     |     |     |       |     |     |     |     |     |     |     |     | 17  |     |     | 26     | 31.  |
| 2018 | Dale Coyne Racing              | STP | PHO | LBH | ALA | IMS | INDY  | DET | DET | TXS | ROA | IOW | TOR | MDO | POC | STL | POR | SNM | 122    | 23.  |
| 2018 | Dale Coyne Racing              | 17  |     | 23  | 19  | 12  | 19°13 |     |     | 17  | 21  | 18  | 14  |     |     |     |     |     | 122    | 23.  |